# Spoorlijn Köln Sülz - Brüggen
De spoorlijn Köln Sülz - Brüggen ook wel Schwarze Bahn genoemd is een gedeeltelijk opgebroken Duitse spoorlijn onder beheer van Köln-Bonner Eisenbahn (KBE), tegenwoordig een deel onder beheer van Häfen und Güterverkehr Köln (HGK).

## Geschiedenis
Het traject werd door de Cöln-Bonner Kreisbahnen in fases geopend, in 1918 tussen Hermülheim en Berrenrath en in 1925 tussen Köln Sulz en Hermülheim. De naam Schwarze Bahn was afgeleid van de zwarte rijtuigen die werden ingezet. In 1968 werd het personenverkeer opgeheven. In 1986 werd het gedeelte tussen Köln Sulz en Hermülheim gesloten en opgebroken.

## Huidige toestand
Thans is er goederenverkeer op de lijn tussen Kendinich aan de spoorlijn Köln Barbarossaplatz - Bonn en Berrenrath waar een aansluiting is op de spoorlijn Berrenrath - Gustdorf en op het chemiepark bij Knapsack.
De infrastructuur van de Köln-Bonner Eisenbahn (KBE) werd op 1 juli 1992 overgenomen door de Häfen und Güterverkehr Köln (HGK).

## Aansluitingen
In de volgende plaatsen was of is er een aansluiting op de volgende spoorlijnen:
Efferen
DB 9269, spoorlijn tussen Efferen en Köln Eifeltor
Hermühlheim
DB 9261, spoorlijn tussen Köln Barbarossaplatz en Bonn
Berrenrath
Berrenrath - Gustdorf, spoorlijn tussen Berrenrath en Gustdorf
Kalscheuren - Ville, spoorlijn tussen Kalscheuren en Ville
Brüggen
DB 2606, spoorlijn tussen Erftstadt - Mödrath